# Курга (приток Корожечны)
Курга — река в России, протекает в Угличском районе Ярославской области; левый приток реки Корожечна.

## География
Имеется сравнительно крупный приток слева.
Сельские населённые пункты около реки: Хлудово, Лукьяново, Масальское, Яковлево; напротив устья — Чурилово.